# أوبراس سانيتارياس
أوبراس سانيتارياس (بالإسبانية: Obras Sanitarias) هو فريق كرة سلة أرجنتيني تأسس في 27 مارس 1917 يقع في بوينس آيرس، الأرجنتين. يلعب في دوري كرة السلة الوطني الأرجنتيني.

## وصلات خارجية
- الموقع الإلكتروني